# رولو وايلد أوت
رولو وايلد أوت هي مسرحية كوميدية عُرضت في عام 1920 لكلير كومر.

## الخلفية
شهدت المسرحية لأول مرة بعض الجولات التجريبية في شمال ولاية نيويورك وفيلادلفيا في شهريّ يناير وفبراير عام 1920 ولكن الاستقبال كان متوسطًا في أخر ظهور مخططًا له في برودواي، كان من المقرر في الأصل لسيلوين ولكنهم فقدوا الثقة فيه وتخلوا عنه وقررت كومو تمويله بنفسها.
ظهرت المسرحية لأول مرة في مسرح بانش وجودي الأصغر بعدد 300 مقعد في برودواي في 23 نوفمبر 1920، لقد كان نجاحًا مبهرًا واستمرت المسرحية في العرض حتى يونيو 1921 ليحقق إجمالي 228 عرضًا.
وصفتها المراجعة السنوية للنقد في بيرنز مانتل للمسرحيات بأنها "كوميديا صغيرة مكتوبة بذكاء ومسلية بشكل رائع؛ حيث حظي أداء رولاند يونغ بإشادة كبيرة واعتبره ألكسندر وولكوت «نوعًا من الهراء المتقلب الذي كان مألوفًا بدرجة كافية في أفضل ما في أوسكار وايلد». كتب هيوود برون ايضاً لجريدة نيويورك تريبيون "يبدو لنا أن هذا هو أفضل عمل قامت به الآنسة كومر للمسرح، مما يعني أنه بعيد جدًا عن قدرة أي كاتب أمريكي آخر للكوميديا الخفيفة مع احتمال استثناء بوث تاركينجتون، يختلط مع هذا فقرات أخرى مملة بشكل واضح ولكن بينما اعتقد برون أن الحبكة كانت زائدة عن الحاجة تقريبًا لأفضل كتابات كومر، إلا أن صحيفة نيويورك هيرالد وجدت أنه على الرغم من ومضات تلك الفكاهة غير المعهودة لكن المسرحية كانت موحية بطرق أكثر من تلك الليلة الماضية من تسلية مسرحيات الهواة وكانت "الأزمة الدرامية" للمسرحية "ثابتة تمامًا، كان تشارلز دارنتون من نيويورك وورلد أكثر لطفًا؛ حيث كتب أن المسرحية حصدت موجة من الضحك وفازت بأمجاد جديدة لكومر وأشاد على أداء رولاند يونغ، كانت المسرحية شائعة في إنتاج الأسهم في الأربعينيات قام مسرح متروبوليتان بإحياء المسرحية في عام 2014.

## فريق برودواي الأصلي
حسب ترتيب الظهور:
إيفان سيمبسون في دور هيوستون.
مارجوري كومر بدور ليديا.
رولاند يونغ بدور رولو ويبستر.
دوري ديفيدسون في دور السيد شتاين.
لوتس روب بدور غولدي ماكدوف.
إديث تريسيدر في دور السيدة بارك غاليس.
بالمر كولينز في دور وورتلي كامبرداون.
مانويل ألكسندر بدور توماس سكيترلينغ.
ستانلي هاوليت في دور جورج لوكوس.
غريس بيترز في دور العمة لين.
كيريغان بدور هوراشيو ويبستر.
إلينور كوكس في دور بيلا.
كانت مارجوري ابنة كومر في فريق التمثيل في أول ظهور لها على المسرح، تزوجت من زميلها رولاند يونغ في عام 1921.